# Lia van Leer
Lia van Leer (ebraică: ליה ון ליר‎) (n. Lia Grünberg, 4 august 1924 Bălți, România, azi în Republica Moldova - 13 martie 2015 Ierusalim, Israel) a fost o pionieră și animatoare a vieții cinematografice în Israel, filantroapă și activistă pe tărâm obștesc. În 2004 a primit Premiul Israel (premiul de stat) pentru contribuția determinantă la dezvoltarea culturii cinematografice în această țară. Distincția i-a fost acordată în calitatea de fondatoare și directoare (până în anul 2008) a Cinematecii din Ierusalim și a Festivalului Internațional de film care se desfășoară la Ierusalim începând din 1984. 

## Biografie

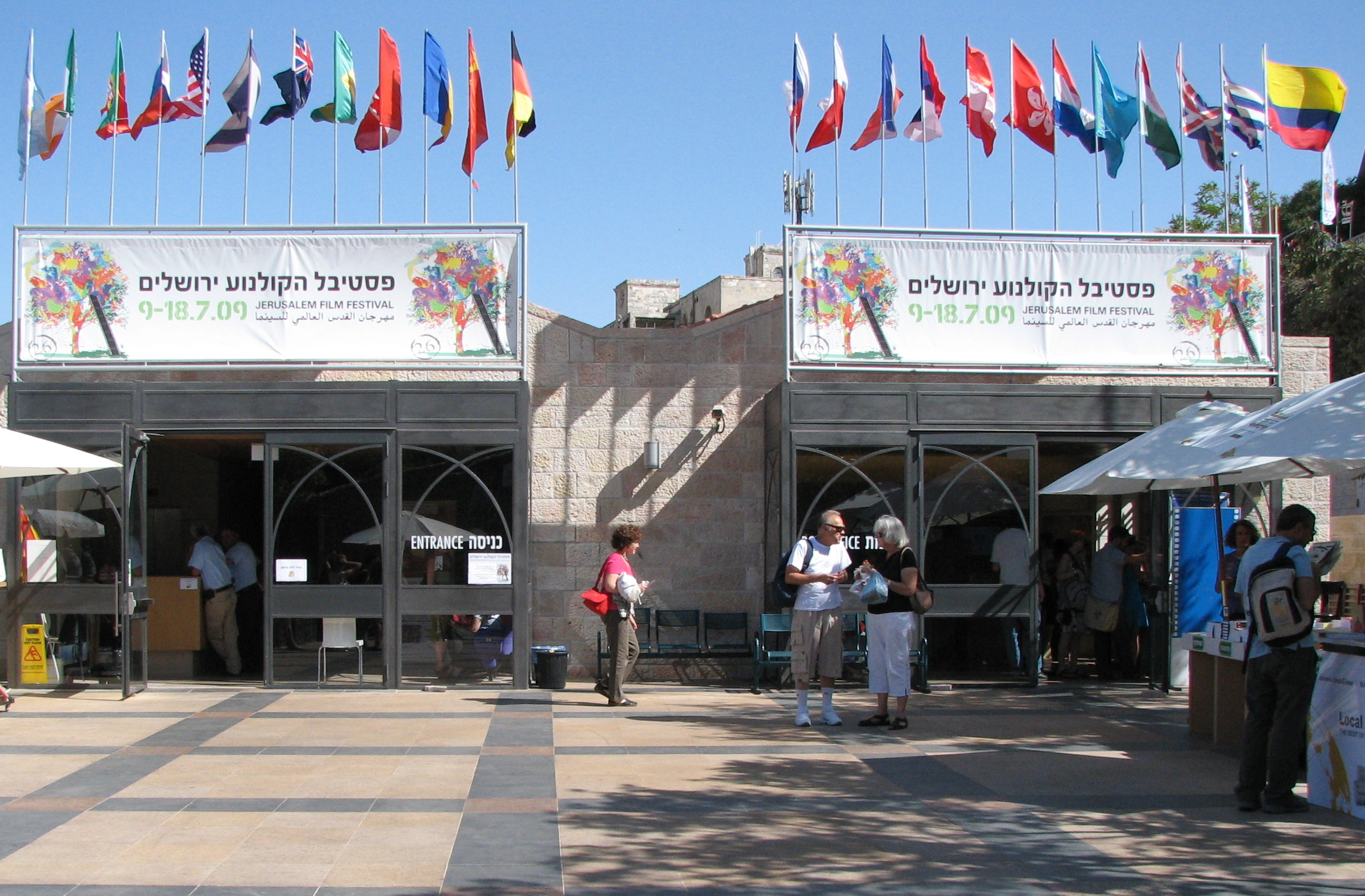
Cinemateca din Ierusalim cu prilejul Festivalului internațional de film din anul 2009

S-a născut la Bălți, în Basarabia, într-o familie evreiască iubitoare de cultură. Tatăl ei, Simon Grünberg a fost director de bancă, iar mama ei, Olga, era cosmeticiană.
A plecat în Palestina mandatară în anul 1940 să-și viziteze sora, și nu s-a mai înapoiat în România din pricina războiului. Părinții ei și alți membri ai familiei rămași în țară au pierit în Holocaust.
După unele relatări au căzut victimă în anul 1943 unor execuții în masă de evrei deportați din regiunea în care au locuit.
În Palestina Lia Grünberg și-a făcut studiile superioare la Facultatea de științe umaniste a Universității Ebraice din Ierusalim.
La Tel Aviv l-a cunoscut în 1948 pe Wim van Leer (1913-1992), inginer, pilot, ziarist, dramaturg și producător de film originar din Olanda și i-a devenit soție. Wim van Leer fusese salvat la vârsta de 25 ani din Germania nazistă primind azil în Marea Britanie împreună cu alte mii de evrei, majoritatea copii, după pogromul din Noaptea de cristal.

## Activitatea în domeniul cinematografiei
Perechea s-a stabilit mai apoi la Haifa unde au înființat împreună în 1955, primul cineclub din Israel. Soții van Leer au colindat un timp prin numeroase așezări rurale și urbane de pe cuprinsul Israelului proiectând voluntar filme pentru locuitorii captivați de cinema.
Curând din cineclubul întemeiat de ei s-a născut Cinemateca din Haifa. Colecția lor personală de filme s-a dezvoltat cu timpul, astfel că în 1960 s-a întemeiat pe baza ei Arhiva Israeliană de filme, acceptată în 1963 ca membru al Federației Internaționale de Filme. În 1973 soții van Leer s-au mutat la Ierusalim unde, cu ajutorul primarului Teddy Kollek și al Fundației "Ierusalim", au construit, vis-a-vis de zidurile Orașului Vechi, în 1981, sediul permanent al Arhivei Israeliene de Film, al Cinematecii și al Festivalului Internațional de film (înființat în 1984).

## Premii și distincții
Activitatea Liei van Leer a fost recunoscută până acum prin decernarea multor premii naționale și internaționale, printre ele:
- Premiul decernat de președintele Haim Herzog pentru activitatea sa voluntară (1988)
- distincțiile franceze "Cavaler al Artelor și Literaturii" și "Cavaler al Legiunii de Onoare", *Premiul pentru întreaga sa viață pusă în slujba cinematografului acordat de Academia Israeliană de film (1998).
- Premiul Israel (2004)

Soții van Leer nu au avut copii. Lia van Leer a fost foarte atașată de nepotul ei de soră, care însă a pierit într-un accident de kitesurfing.